# Bloqueo de Coulomb

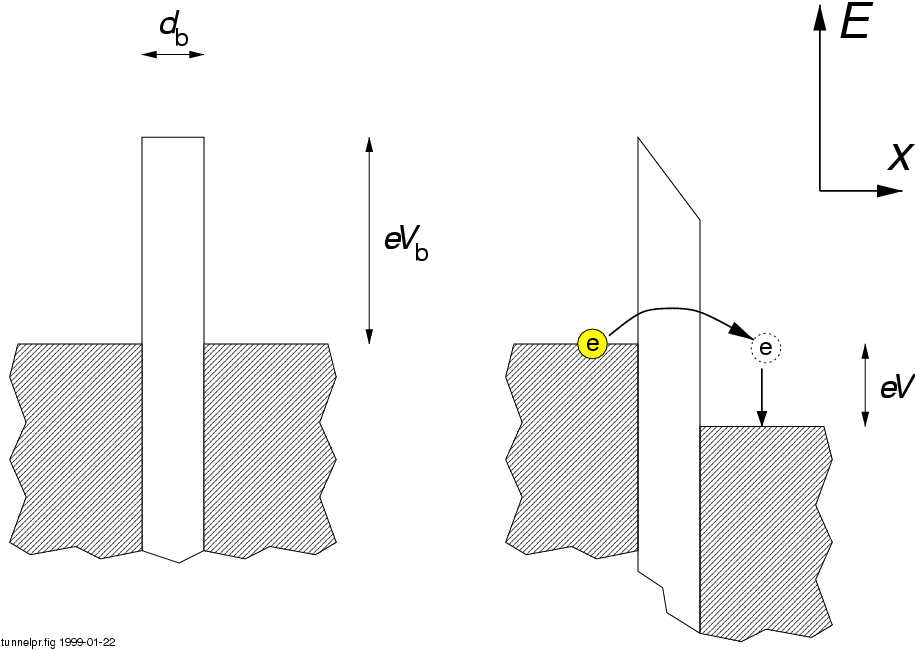
Representación esquemática (similar al diagrama de bandas) de un electrón que atraviesa una barrera.

En física mesoscópica, el bloqueo de Coulomb (CB, por sus siglas en inglés), llamado así por la fuerza eléctrica de Charles-Augustin de Coulomb, es la disminución de la conductancia eléctrica a pequeñas tensiones de polarización de un pequeño dispositivo electrónico que comprende al menos una unión túnel de baja capacitancia. Debido al CB, la conductancia de un dispositivo puede no ser constante a bajas tensiones de polarización, sino desaparecer para polarizaciones por debajo de un cierto umbral, es decir, no fluye corriente.
El bloqueo de Coulomb puede observarse haciendo un dispositivo muy pequeño, como un punto cuántico. Cuando el dispositivo es lo suficientemente pequeño, los electrones de su interior crearán una fuerte repulsión de Coulomb que impedirá que fluyan otros electrones. Así, el dispositivo ya no seguirá la ley de Ohm y la relación corriente-voltaje del bloqueo de Coulomb se parecerá a una escalera.
Aunque el bloqueo de Coulomb puede utilizarse para demostrar la cuantización de la carga eléctrica, sigue siendo un efecto clásico y su descripción principal no requiere mecánica cuántica. Sin embargo, cuando intervienen pocos electrones y se aplica un campo magnético estático externo, el bloqueo de Coulomb proporciona la base para un bloqueo de espín (como el bloqueo de espín de Pauli) y un bloqueo de valle, que incluyen efectos de mecánica cuántica debidos a las interacciones de espín y orbitales respectivamente entre los electrones.
Los dispositivos pueden constar de electrodos metálicos o superconductores. Si los electrodos son superconductores, los pares de Cooper transportan la corriente. En el caso de que los electrodos sean metálicos o conductores normales, es decir, ni superconductores ni semiconductores, los electrones transportan la corriente.

## En una unión túnel
La siguiente sección se refiere al caso de las uniones túnel con una barrera aislante entre dos electrodos conductores normales (uniones NIN).
La unión en túnel es, en su forma más simple, una delgada barrera aislante entre dos electrodos conductores. Según las leyes de la electrodinámica clásica, no puede circular corriente a través de una barrera aislante. Sin embargo, según las leyes de la mecánica cuántica, existe una probabilidad no evanescente (mayor que cero) de que un electrón situado a un lado de la barrera alcance el otro lado (véase tunelización cuántica). Cuando se aplica una tensión de polarización, esto significa que habrá una corriente y, despreciando efectos adicionales, la corriente de túnel será proporcional a la tensión de polarización. En términos eléctricos, la unión túnel se comporta como una resistencia con una resistencia constante, también conocida como resistencia óhmica. La resistencia depende exponencialmente del grosor de la barrera. Normalmente, el grosor de la barrera es del orden de uno a varios nanómetros.
Una disposición de dos conductores con una capa aislante entre ellos no sólo tiene una resistencia, sino también una capacitancia finita. El aislante también se denomina dieléctrico en este contexto, la unión túnel se comporta como un condensador.
Debido a la discreción de la carga eléctrica, la corriente a través de una unión túnel es una serie de eventos en los que exactamente un electrón pasa (hace túnel) a través de la barrera túnel (despreciamos el cotúnel, en el que dos electrones hacen túnel simultáneamente). El condensador de la unión túnel es cargado con una carga elemental por el electrón que atraviesa el túnel, causando una acumulación de voltaje U = e / C U=e/C, donde C C es la capacitancia de la unión. Si la capacitancia es muy pequeña, la tensión acumulada puede ser lo suficientemente grande como para impedir que otro electrón haga el túnel. La corriente eléctrica se suprime entonces a tensiones de polarización bajas y la resistencia del dispositivo deja de ser constante. El aumento de la alrededor de la polarización cero se denomina bloqueo de Coulomb.

## Transistor de un solo electrón

Esquema de un transistor de un solo electrón.

El dispositivo más sencillo en el que se puede observar el efecto del bloqueo de Coulomb es el llamado transistor de un solo electrón. Consiste en dos electrodos conocidos como drenador y fuente, conectados a través de uniones túnel a un electrodo común con baja autocapacidad, conocido como isla. El potencial eléctrico de la isla puede ajustarse mediante un tercer electrodo, denominado puerta, que está acoplado capacitivamente a la isla.